# Sébastien Roth
Sébastien Roth (Genf, 1978. április 1. –), svájci válogatott labdarúgókapus.
A svájci válogatott tagjaként részt vett a 2004-es Európa-bajnokságon.

## Sikerei, díjai
Servette
- Svájci kupa (1): 2000–01